# Maurits Polak
Maurits Polak (Rotterdam, 9 maart 1912 - Voorburg, 4 januari 1999) was een Nederlands kunstschilder, reclametekenaar, tekenleraar en oprichter van 'Voorburgse Atelier voor Beeldende Vorming', later genaamd 'Vrije Academie Vlietstreek'. Zijn werkzame periode was 1920 – 1997.
Polak werd geboren als zoon van de joodse Izak Polak en Saartje Klein. Hij volgde van 1933 tot 1936 de opleiding Koninklijke Academie van Beeldende Kunsten (Den Haag).
Tijdens de Tweede Wereldoorlog liet hij zich, door ischias te simuleren, afkeuren voor Arbeitseinsatz. Hij vertrok naar Veenendaal om er portretten te schilderen van bekende fabrikantenfamilies van sigaren, zoals Van Schuppen, Ritmeester en Panter. In 1942 verloofde hij zich, maar het huwelijk moest uitgesteld worden tot na de oorlog, omdat het een gemengd huwelijk betrof. Hij wist onder te duiken, toen in 1942 de grote razzia’s begonnen, verbleef eerst nog in Amsterdam, maar vertrok later naar zijn schoonfamilie in Scheveningen. Daar kreeg hij te horen, dat zijn ouders en zijn drie zusters waren opgepakt en waren gedeporteerd. Na de oorlog vernam hij dat zij allen waren omgebracht in Sobibor. De rest van de oorlog dook hij onder bij een studievriend in Den Haag, waar ook kunstenaar Kees Andreus verbleef.
Na de oorlog werd hij reclametekenaar, en ontwierp het beroemde wikkel voor de King-pepermuntrolletjes en posters voor de N.O.F.. Hierna werd hij leraar M.O.-tekenen aan het Openbaar Dalton Lyceum in Voorburg. In de periode 1964 tot 1968 volgde hij opleidingen kunstvorming  aan de Academie van Beeldende Kunsten ’Psychopolis’ in Den Haag.
Na zijn pensionering maakte hij nog tot aan zijn overlijden tekeningen en schilderijen. Hij maakte hierbij gebruik van de materialen tempera, aquarel, olieverf in de onderwerpen naakt en landschap. In 1991 trad hij toe tot de Culturele Raad Zuid-Holland Den Haag. In 1993 richtte hij 'Voorburgse Atelier voor Beeldende Vorming' op. Sinds april 2013 werd de naam hiervan 'Vrije Academie Vlietstreek'. Op zijn 85e vierde hij zijn verjaardag met een expositie in Voorburg